# Deutsche Ärzte Finanz
Die Deutsche Ärzte Finanz ist ein Finanzvertrieb mit Spezialisierung auf die akademischen Heilberufe und Vertriebspartner der Deutschen Ärzteversicherung.

## Unternehmen
Die Deutsche Ärzte Finanz ist eine Finanz- und Wirtschaftsberatung, die sich auf die Zielgruppe der akademischen Heilberufe (Ärzte, Zahnärzte, Tierärzte, Apotheker und Psychotherapeuten) und deren Studierende spezialisiert hat. Sie wurde 1991 gegründet als „Deutsche Ärzteversicherung Vermittlungs- und Finanzberatungs-AG“. 
Seit 2002 firmiert sie als unabhängige Finanz- und Wirtschaftsberatung unter dem heutigen Namen „Deutsche Ärzte Finanz AG“. Das Unternehmen ist in den AXA-Konzern eingebunden. Die Anteilseigner sind zu 75 % die AXA Konzern AG und zu 25 % die Deutsche Apotheker- und Ärztebank, die gleichzeitig auch Produktpartner der Deutschen Ärzte Finanz ist. Sie pflegt darüber hinaus eine intensive Zusammenarbeit mit den Standesorganisationen, den studentischen Organisationen der akademischen Heilberufe, den Ärzte- und Zahnärztekammern sowie mit der Deutschen Ärzteversicherung.
Im Jahr 2007 ging der Medi-Learn Club für Studierende an den Start, gegründet als Gemeinschaftsprojekt von Deutsche Ärzte Finanz und MEDI-LEARN. Partner sind auch der Marburger Bund und der Hartmannbund, deren Verbandsleistungen im Clubportfolio integriert sind. Seit der Gründung des MEDI-LEARN Clubs erhalten Studierende der Human- und Zahnmedizin durch den Club kostenloses Lernmaterial für jede Studienphase sowie Unterstützung bei der Examensvorbereitung. Der Club hat im Jahr 2024 ca. 41.000 Mitglieder.
Seit 2019 ergänzt der Medi-Professional Club das Angebot für Ärzte in der Weiterbildung. Als Anschlussangebot an den MEDI-LEARN Club für Humanmediziner bietet er Unterstützung beim Start ins Berufsleben, während der Weiterbildung und für die Karriereplanung.
Der Großteil der von der Deutschen Ärzte Finanz vermittelten Angebote besteht aus Lebensversicherungen. 2023 belief sich das Neugeschäft der Lebensversicherungen auf 1.538,7 Millionen Euro bewerteter Versicherungssumme. Die Umsatzerlöse lagen bei 132,7 Millionen Euro.
Neben Lebensversicherungen berät die Deutsche Ärzte Finanz auch zu Krankenversicherungen, Sachversicherungen, Kapitalanlagen und Darlehen. Ein besonderer Schwerpunkt liegt in der Niederlassungsberatung- bzw. Finanzierung.
Im Jahre 2023 betreute die Deutsche Ärzte Finanz 285.000 Kunden.

## Geschäftstätigkeit
Die Deutsche Ärzte Finanz hat 398 Repräsentanten in der Exklusivorganisation, die nach § 84 HGB selbständige Handelsvertreter sind. Um die Zielgruppe der Ärzte, Zahnärzte, Tierärzte, Apotheker und Pharmazeuten zu betreuen, rekrutiert die Deutsche Ärzte Finanz vor allem Hochschulabsolventen aus dem Bereich der Wirtschaftswissenschaften. Sie arbeiten als Einzelrepräsentanten und in regionalen Service-Centern. Teilweise treten sie auch unter dem Namen WVD - Wirtschafts- und Versicherungsdienst des Marburger Bundes auf. Dabei durchlaufen sie eine Ausbildung, die sich über einen Zeitraum von zwei Jahren erstreckt.
Der Produktgeber der Deutschen Ärzte Finanz in der Sparte Lebensversicherungen ist die Deutsche Ärzteversicherung, AXA und DBV. In anderen Versicherungssparten sind neben der Deutschen Ärzteversicherung, AXA und DBV über eine Ventillösung auch andere Versicherungsgesellschaften die Produktgeber.

## Vorstand
- Timmy Klebb, Vorsitzender; Vertrieb, Standesorganisation, Unternehmensentwicklung, People Experience, Recht, Corporate Oversight, Internal Audit, Financial Accounting & Reporting, Controlling, Value- & Risk Management, Tax, Cash, Zielgruppenkonzepte
- Ludger Happe; Agentur- und Kundenmanagement
- Jörg Kieker; Fach- & Kundenservice, Betrieb, Produktmanagement, Marketing

Quelle

## Partner
Zum Netzwerk der Deutschen Ärzte Finanz gehören Unternehmen und Verbände aus dem Umfeld akademischer Heilberufe.
- Deutsche Ärzteversicherung
- Deutsche Apotheker- und Ärztebank
- Deutsche Gesellschaft für Digitale Medizin (DGDM)
- Bundesvertretung der Medizinstudierenden in Deutschland
- Bundesverband der Zahnmedizinstudenten in Deutschland e.V. (BdZM)
- Bundesverband der zahnmedizinischen Alumni in Deutschland e.V. (BdZA)
- Bundesverband der Pharmaziestudierenden in Deutschland (BPhD)
- MEDI-LEARN
- Zahnmedizinischer Austauschdienst (ZAD)